# NGC 4272
NGC 4272 (други обозначения – UGC 7378, MCG 5-29-59, ZWG 158.72, PGC 39715) е елиптична галактика (E) в съзвездието Косите на Вероника.
Обектът присъства в оригиналната редакция на „Нов общ каталог“.